# Luka Vukalović
Luka Vukalović, född 18 oktober 1823 i Trebinje, Hercegovina, död 6 juli 1873 i Odessa, var en bosnienserbisk upprorsman.
Vukalović ledde 1857 en serbisk resning mot turkarna. Efter Montenegros fred med Osmanska riket 1862 tvingades Vukalović förlika sig med turkarna och utnämndes till "bimbaša" (chef för gendarmeriet). År 1865 måste han dock lämna Hercegovina och flyttade till Ryssland.